# شانن
شانن (به فرانسوی: Chaneins) یک کمون‌های فرانسه در فرانسه است که در Canton of Saint-Trivier-sur-Moignans واقع شده‌است.

## خصوصیات
شانن ۱۲٫۶۳ کیلومترمربع مساحت و ۸۴۰ نفر جمعیت دارد و ۲۶۰ متر بالاتر از سطح دریا واقع شده‌است.